# Abîme de Macocha
L'Abîme de Macocha (en tchèque : Propast Macocha) également connu sous le nom de Gorge de Macocha, est une doline dans la zone protégée du karst morave de la Tchéquie. L'abîme mesure 138,5 mètres de profondeur, ce qui en fait le plus profond de son genre en Europe centrale. Il est devenu une attraction touristique populaire pour les visiteurs occasionnels de la région, en plus des spéléologues et plongeurs souterrains.

## Position

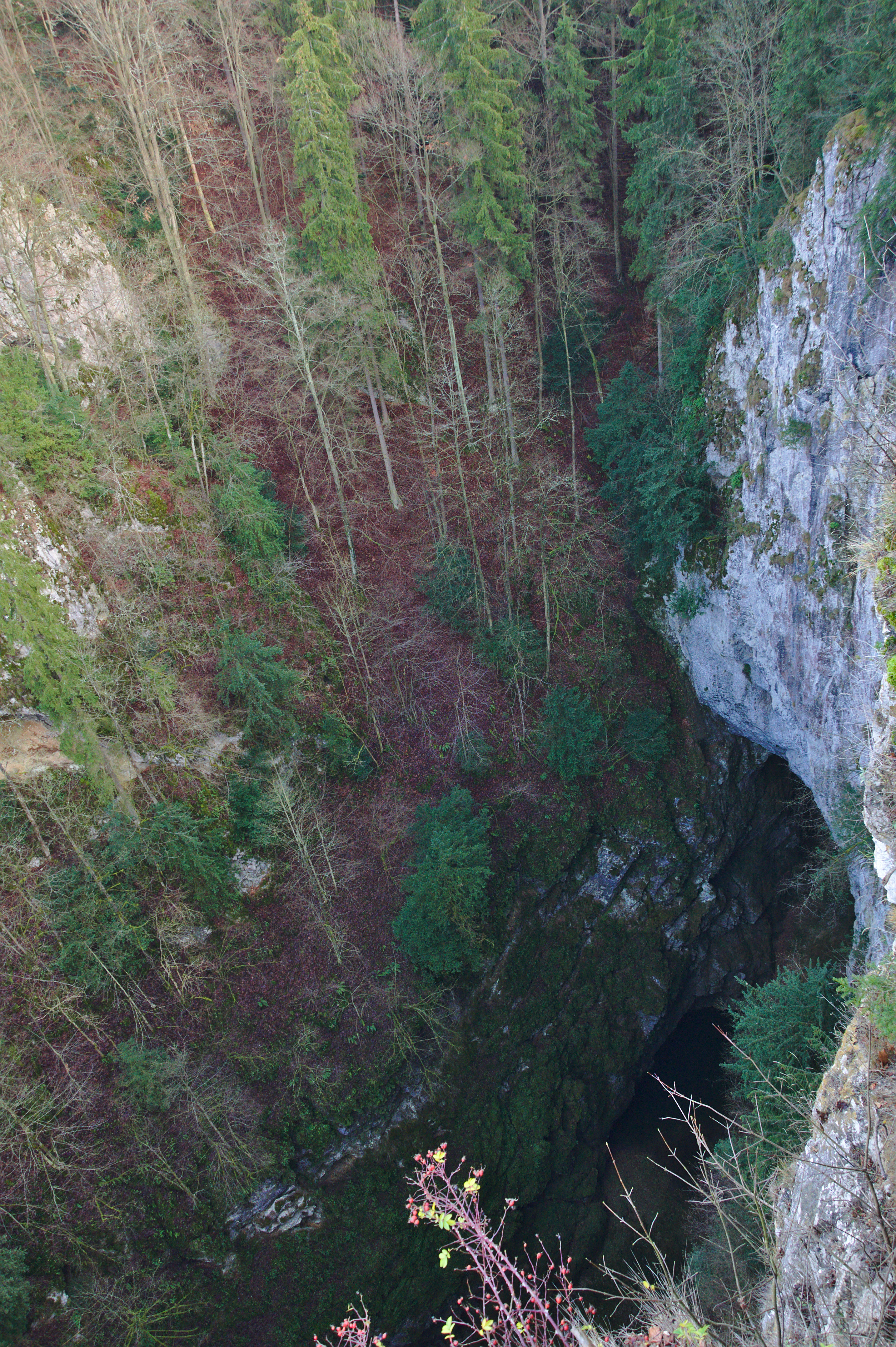

L'abîme de Macocha est situé dans la municipalité de Vilémovice (district de Blansko) dans la région de Moravie du Sud, proche de la ville de Brno. Il est directement connecté aux grottes de Punkva, à sa rivière souterraine la Punkva qui le traverse et au plus grand réseau de grottes de République tchèque, la grotte d'Amaterská.

## Description

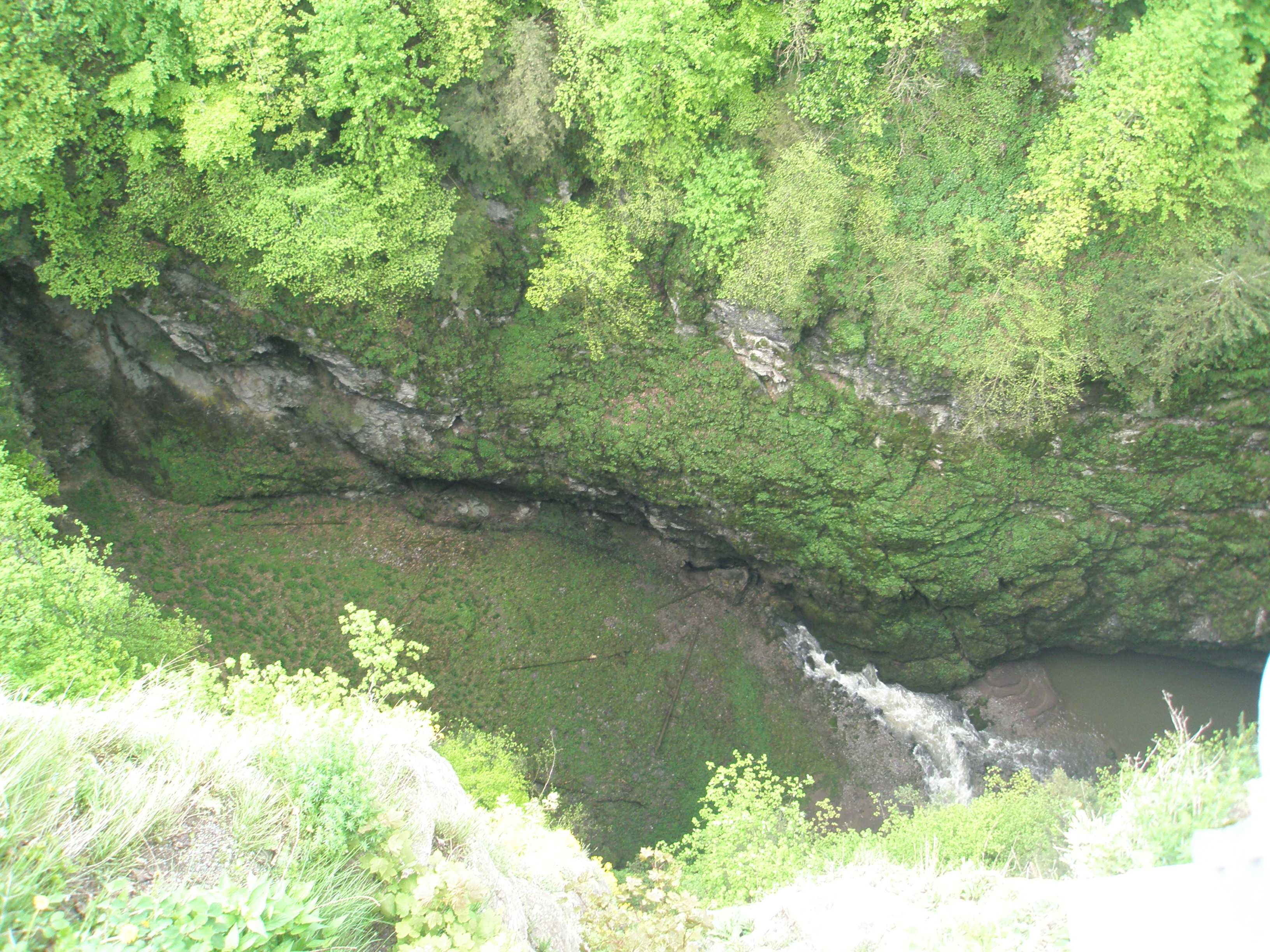
Vue de dessus

La doline, de 174 mètres de long sur 76 mètres de large, mesure 138,5 mètres de profondeur jusqu'à la surface du lac Dolní. Sous sa surface se trouvent d'autres espaces souterrains, explorés jusqu'à présent à une profondeur totale de 187,5 mètres. Cet abîme est constamment exposé à la lumière du jour et donc classé dans la catégorie des "light hole"

## Étymologie

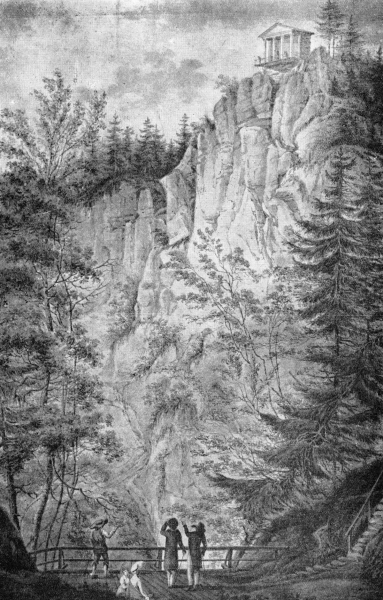
Illustration de 1830.

Le nom Macocha est dérivé du mot macecha qui signifie en vieux tchèque « belle-mère. »
Selon une histoire folklorique populaire, l'abîme tire son nom d'une belle-mère maléfique qui épousa un fermier veuf d'un village proche de la doline. La belle-mère accepta entièrement la légitimité de son beau-fils, jusqu'à la naissance de son propre fils. Sachant que son enfant n'hériterait de rien, elle attira son beau-fils, devenu gênant, dans l'abîme et le poussa. Torturée par les remords, elle mit fin à ses jours en sautant d'elle même dans l'abîme. Contre toute attente, le beau-fils survécut à sa chute et fut sauvé par son père et d'autres villageois.
Une autre version de l'histoire relate que la belle-mère a été jetée dans l'abîme après que les villageois ont appris ce qu'elle avait fait.